# ソニー・ミュージックダイレクト
ソニー・ミュージックダイレクト（Sony Music Direct）は、ソニー・ミュージックレーベルズ（SML）の社内レコードレーベルであり、ソニーミュージックグループが保有する音源や映像を活用した企画作品の製造・販売を手がける。過去に発売された作品の復刻盤に加え、レーベルの枠を越えたコンピレーション盤などを発売している。
1996年、ソニー・ファミリークラブの事業分割により株式会社ソニー・ミュージックハウスとして誕生しており、規格品番がMH（Sony Music House）で始まるのはその名残である。
通信販売事業も行っており、登録した会員に毎月推薦盤を紹介する「CDクラブ」を運営している。ソニーミュージックグループのソフトを取り扱うネットショップ「Sony Music Shop」も行っていたが、2009年5月1日付でソニー・ミュージックディストリビューション（現：ソニー・ミュージックマーケティングユナイテッド） → ソニー・ミュージックソリューションズへ移管となった。
この他、情報提供サイトとして「大人」の音楽ファンを対象とした「otonano」、洋楽復刻情報を主に扱う「HIGH-HOPES」を運営している。
また、レーベルとしてSony Music Direct（レーベルのCIの意匠は米国コロムビア・レコードのレーベルとほぼ同一のものが使用される）、およびGT music（旧：SMDR GT music）、DO THE TUNE、GREAT TRACKSがある。2009年には業界初の落語レーベル「来福（福は旧字体）」を立ち上げる。
これまでに、ドワンゴ・ユーザーエンタテインメント（due）と共同で、「初音ミク ベスト（memories/impacts）」「初音ミクDVD（memories/impacts）」「VOCALOID BEST from ニコニコ動画（あか/あお）」「初音ミク 5thバースデー ベスト（memories/impacts）」「ボーカロイド超ベスト（memories/impacts）」をリリースした。それぞれ「memories」「あか」が同社発売分で、「impacts」「あお」がdue発売・同社販売分となるが、due発売分についても規格品番が同社と同じMHで始まることからも判る通り、同社発売分と同様の扱いを受けている。したがって、同社発売分の「memories」「あか」のみならずdue発売分の「impacts」「あお」についても、ブックレットには問合せ先としてdue（ ← dme ← d-AGE）ではなくSMEの連絡先が記載されている。
2022年4月1日、一部事業をソニー・ミュージックマーケティングユナイテッドに継承し、法人自体はソニー・ミュージックレーベルズに吸収合併される形で解散した。同時に、音楽等のレーベル事業はソニー・ミュージックレーベルズの社内カンパニーレーベルへと移行した。

## 沿革
- 1996年2月16日 - 株式会社ソニー・ミュージックハウスとして設立。当時の本社は東京都千代田区九段北四丁目1番7号。
- 2001年7月9日 - 現所在地に本社移転。
- 2003年4月1日 - 株式会社ソニー・ミュージックダイレクトに商号変更。
- 2004年1月30日 - オーダーメイドファクトリー事業始動。
- 2005年4月1日 - ソニー・ミュージックネットワークに配信事業「bitmusic」（後のMora）を移管。
- 2009年5月1日 - ソニー・ミュージックディストリビューションに「Sony Music Shop」移管。
- 2011年4月1日 - ソニー・ミュージックレコーズから演歌部門となるACルームを譲り受ける[6]。
- 2019年4月1日 - 販売元が音楽配信を除きソニー・ミュージックマーケティング（現：ソニー・ミュージックマーケティングユナイテッド）からソニー・ミュージックソリューションズに移管。
- 2022年4月1日 - 「マーケティンググループ」及び「総合企画グループ」の事業を吸収分割の方法によりソニー・ミュージックマーケティングユナイテッドに継承し、当法人自体はソニー・ミュージックレーベルズに吸収合併され解散[5]。同時に、音楽等のレーベル事業はソニー・ミュージックレーベルズの社内カンパニーレーベルへと移行した。

## レーベル
- ALDELIGHT（アルデライト） - 新たなメインレーベルとして2021年に設立。命名者はいしわたり淳治で、「音楽の喜びを、すべての人へ」という思いを込めてALL DELIGHT = ALDELIGHTと名付けられた。レーベルロゴのデザインは岡田崇が担当。レジェンド・アーティストのカタログの再販や新録音盤を扱う。第一弾リリースは現在N.Y.でジャズピアニストとして活動している大江千里の新作『Letter to N.Y.』[7]。公式サイトはALDELIGHT（otonano内）。規格品番の販社コードは"MH"。

- GT music（ジーティーミュージック） - メインレーベル。旧名、SMDR GT music。CD・レコードショップなどの一般販路の商品で使用。規格品番の販社コードは"MH"。

- Sony Music Direct（ソニー・ミュージックダイレクト、通称ACレーベル） - アメリカのコロムビア・レコードで使用され、日本ではかつて日本コロムビア（CJ部門〈≒CBSコロムビア〉から発売されていた一部の「L盤」に見られた） →　CBS・ソニーレコード → CBS・ソニー → Sony Recordsでも使われていたウォーキング・アイのレーベルロゴが用いられている。旧名、ACルーム。松田聖子のソニー所属時代の旧譜及び関連商品と五輪真弓・伍代夏子・藤あや子・石原詢子が所属。規格品番の販社コードは"MH"。

- CS RECORDS（シーエス・レコーズ） - ホームセンターなどの特販ルートのみで使用。規格品番の販社コードは"DQ"ならびに"DY"。

- SMEJ - GT music・CS RECORDSが設けられるまで使用されたレーベル。

- GREAT TRACKS（グレートトラックス） - アナログ盤専用レーベル。規格品番の販社コードは"MH"。

- 来福（らいふく） - 落語専門レーベル。規格品番の販社コードは"MH"。

- Primo Passo（プリモパッソ） - 子供向け楽曲のレーベル。規格品番の販社コードは"MH"。

- 粋凜（すいりん） - 2017年10月発足の邦楽（和楽）専門レーベル[8]。規格品番の販社コードは"MH"。

## 主な参加アーティスト
※移籍、歌手活動休止、引退・解散した者も含む。
| - 浅田美代子 - 浅野ゆう子 - 天地真理 - アン・ルイス - イエロー・マジック・オーケストラ - 五十嵐浩晃 - 石川秀美 - いしだあゆみ - 石原詢子 - 伊豆田洋之 - 五輪真弓 - 伊藤智恵理 - 伊藤麻衣子（現・いとうまい子） - 伊藤美紀 - 伊藤悠貴（チェリスト） - 伊藤蘭 - 稲垣潤一 - 岩崎良美 - ヴィレッジ・シンガーズ - 植木等 - 上田正樹 - 内山田洋とクール・ファイブ - 馬道まさたか - ECHOES - 太田裕美 - 大貫妙子 - 岡村孝子 - 尾崎紀世彦 - 小沢なつき | - かかし - 辛島美登里 - GARO - 河合その子 - 川崎麻世 - 河田純子 - キャンディーズ - GO-BANG'S - 国生さゆり - 伍代夏子 - 小林麻美 - 小林啓子 - 小比類巻かほる - サーカス - 佐野量子 - 西城秀樹 - シブがき隊 - 清水健太郎 - 清水ミチコ - シャ乱Q - 新藤恵美 - ジュディ・オング - 水前寺清子 - supercell（Sony Recordsとの二重在籍） - 杉良太郎 | - 大事MANブラザーズバンド - 舘ひろし - 谷啓 - 玉置浩二 - タモリ - TM NETWORK - トライアングル - 永井みゆき - 中原理恵 - 中村あゆみ - にしきのあきら（現・錦野旦） - 西田敏行 - 野村真樹 - ハイ・ファイ・セット - 爆風スランプ - 浜田朱里 - 久松史奈 - FENCE OF DEFENSE - フォーリーブス - 藤あや子 - 藤圭子 - ヘドバとダビデ - 堀江淳 | - 松田聖子 - 松本典子 - 水沢アキ - 三田寛子 - 南沙織 - 南野陽子 - 宮沢りえ - 三好鉄生 - 森田健作 - 森田成一 - 八神純子 - 山口百恵 - 山本みゆき - 裕木奈江 - 吉田兄弟 - よしだたくろう - 吉田真梨 - レイジー - 渡辺典子 - 渡辺真知子 - 渡辺満里奈 - 渡辺美奈代 |